# Александер Врона
Александер Врона (пол. Aleksander Wrona, 11 травня 1940 — 19 вересня 2022) — польський спортсмен.
Учасник Олімпійських Ігор 1972 року.